# Pseudolarentia monostriata
Pseudolarentia monostriata är en fjärilsart som beskrevs av Le Cerf 1922. Pseudolarentia monostriata ingår i släktet Pseudolarentia och familjen mätare. Inga underarter finns listade.